# Thelopsis lojkana
Thelopsis lojkana är en lavart som först beskrevs av Poetsch & Arnold och fick sitt nu gällande namn av William Nylander. 
Thelopsis lojkana ingår i släktet Thelopsis och familjen Stictidaceae.   Inga underarter finns listade i Catalogue of Life.